# Tom Petty
Thomas Earl "Tom" Petty (20 tháng 10 năm 1950 – 2 tháng 10 năm 2017) là nhạc sĩ, ca sĩ, nhạc công đa nhạc cụ và diễn viên người Mỹ. Ông được biết tới nhiều trong vai trò thủ lĩnh của ban nhạc Tom Petty and the Heartbreakers, cùng với đó là việc đồng sáng lập nên 2 siêu ban nhạc vào cuối thập niên 80 là Traveling Wilburys và Mudcrutch. Ông cũng từng sử dụng một vài nghệ danh như Charlie T. Wilbury, Jr. hay Muddy Wilbury.
Suốt sự nghiệp của mình, Petty từng có rất nhiều sáng tác thành công cùng với The Heartbreakers cũng như trong vai trò solo, trong đó có nhiều ca khúc tới nay vẫn được phát trên các sóng phát thanh âm nhạc. Các bài hát của ông, đặc biệt là các sáng tác nổi tiếng, vẫn có được nhiều thính giả trẻ và ông vẫn tiếp tục tổ chức những buổi hòa nhạc rất thành công. Tổng cộng, ông cùng các cộng sự đã bán được tới 60 triệu đĩa nhạc. Năm 2002, ông được vinh danh tại Đại sảnh Danh vọng Rock and Roll.
Tom Petty lên cơn đau tim tại nhà riêng ở Malibu, California vào sáng sớm ngày 2 tháng 10 năm 2017. Ông được đưa tới cấp cứu tại UCLA Medical Center và qua đời vào tối cùng ngày.

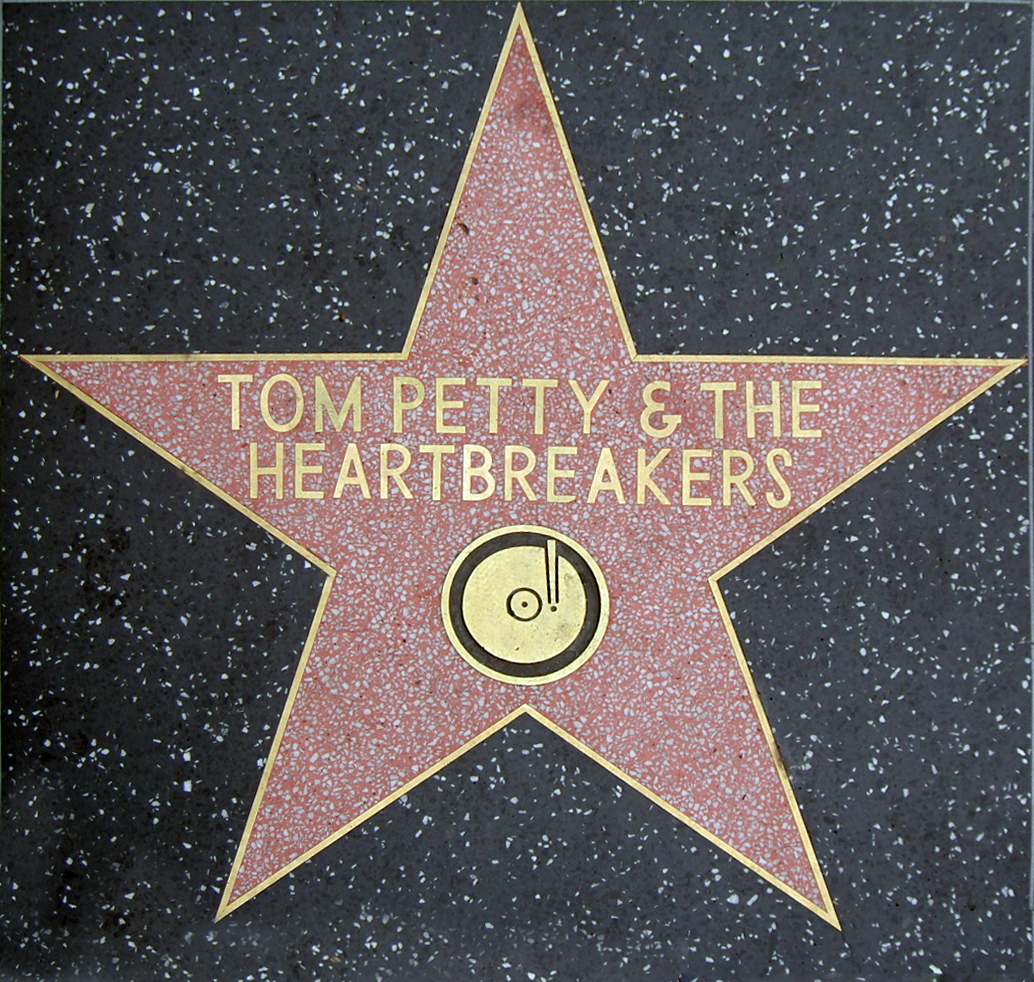
Ngôi sao của Tom Petty & the Heartbreakers tại Đại lộ Hollywood